# Quercus intricata
Quercus intricata är en bokväxtart som beskrevs av William Trelease. Quercus intricata ingår i släktet ekar, och familjen bokväxter. Inga underarter finns listade.